# Colonna della Trinità (Linz)

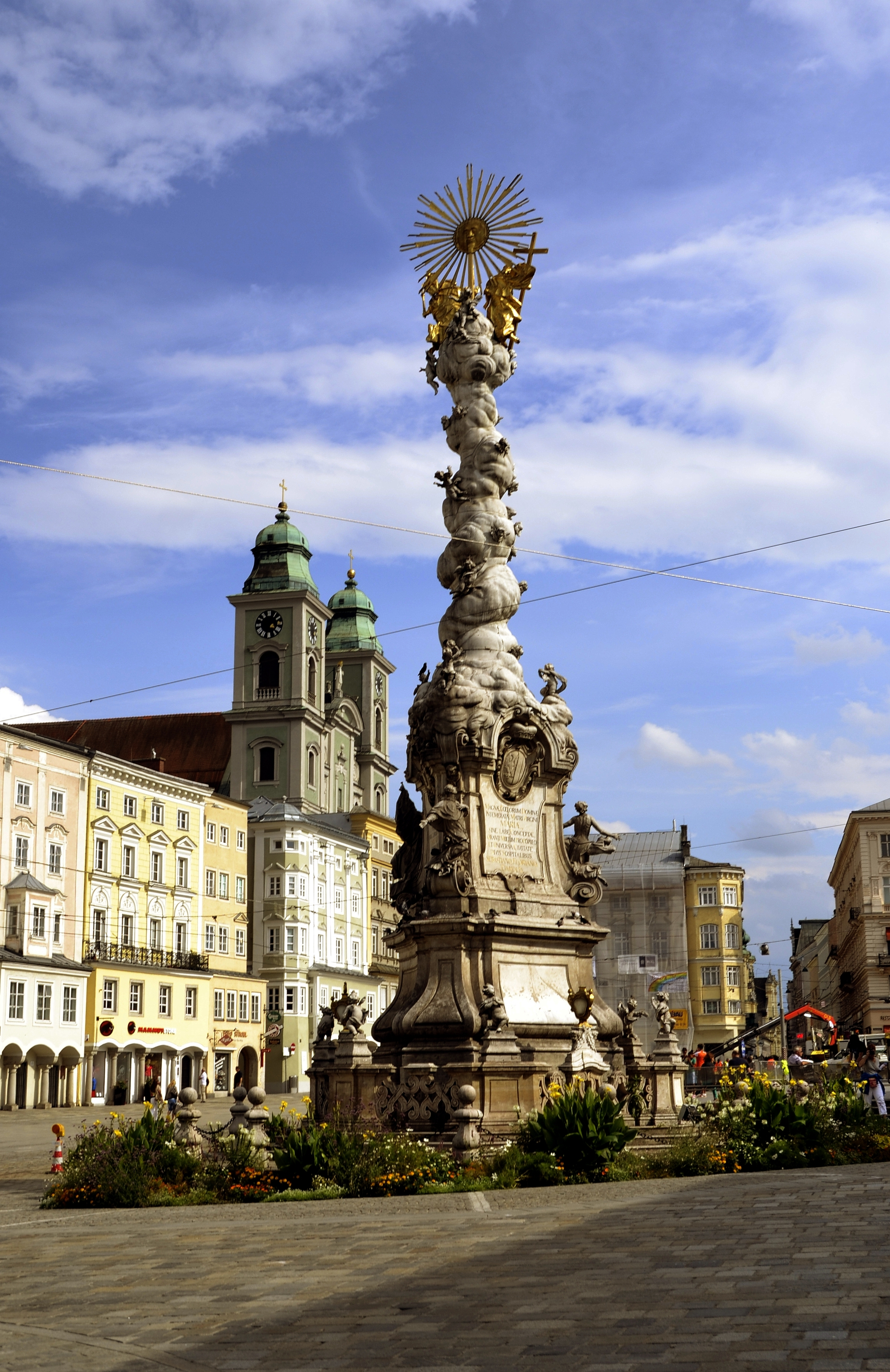
Dreifaltigkeitssäule

La Colonna della Trinità (Dreifaltigkeitssäule) si erge sulla Hauptplatz (Piazza principale) di Linz. 
Di marmo bianco, alta 20 m, la colonna è stata ultimata nel 1723 su progetto di Antonio Beduzzi ed esecuzione artistica di Sebastian Stumpfegger.